# Perczel Dezső
Bonyhádi Perczel Dezső Miklós József Emil (Szekszárd, 1848. január 18. – Bonyhád, 1913. május 18.), Magyarország belügyminisztere, szabadelvű párti politikus, császári és királyi valóságos belső titkos tanácsos, országgyűlési képviselő, az I. osztályú Vaskorona rend lovagja, a képviselőház elnöke, az Országos Nemzeti Munkapárt díszelnöke.

## Életpályája
Az előkelő nemesi származású bonyhádi Perczel család sarja. Apja dr. bonyhádi Perczel Béla (1819–1888), Magyarország igazságügy-minisztere, jogász, a Magyar Királyi Kúria elnöke, szabadelvű párti politikus, 1848-ban Tolna vármegye alispánja volt; anyja boronkai és nezettei Boronkay Elvira (1827–1894). Az apai nagyszülei bonyhádi Perczel Sándor (1778–1861), nemesi felkelők gyalog századosa, földbirtokos, és kajdacsi Kajdacsy Erzsébet (1782–1836) voltak. Az anyai nagyszülei boronkai és nezettei Boronkay Miklós (1782–1861), földbirtokos és jeszenicei Jankovich Apollónia (1783–1835) voltak. Fivérei: bonyhádi Perczel Dénes (1853–1933), tábornok, Ferenc József-rend lovagja, Perczel Ferenc (1856–1914), az OMGE igazgató tanácsának tagja, a Magyar Mezőgazdák Szövetsége vezérigazgatója, Perczel Aurél (1850–1877) és Perczel Béla (1851–1917). Leánytestvére Perczel Gizella (1846–1915), akinek a férje nemes Hegedüs Imre (1841–1886), pénzügyminisztéri osztály tanácsos, a kassa-odebergi vasút felügyelő bizottsága tagja.
Jogi tanulmányait a pesti egyetemen végezte, ahol ügyvédi oklevelet nyert. 1868-ban Baranya vármegye tiszteletbeli, majd első aljegyzője, 1871-ben Tolna vármegye völgységi járása szolgabírája, 1877-ben Tolna vármegye alispánja lett. A vármegye kormányzását tíz és fél évig erélyesen vezette; különösen nagy érdemeket szerzett vármegyéje közlekedési viszonyainak fejlesztésében, ahol részt vett a Budapest–Pécs-vasútvonal és a szekszárd-rétszilai (helyi érdekű) vasút létrehozásában. Az 1887. évi választások alatt vármegyéjének két kerülete, a bonyhádi és pincehelyi kérte fel jelöltjéül, s ő a kettő közül az előbbinek megbízását fogadta el, amelyet azután is képviselt. A szabadelvű párthoz csatlakozott, ahol csakhamar nagy jelentőségre s népszerűségre tett szert.
Az 1887-1892 közötti ciklus alatt tagja és jegyzője volt a közigazgatási bizottságnak, mely őt a vármegyei reform-javaslat előadójává választotta; elnöke volt a kérvényi és az egyik bíráló bizottságnak is; azután pedig Bánffy Dezső elnök mellé a képviselőház másodelnökévé választották. 1895. január 15-étől 1899. február 26-áig ő volt a Bánffy-kormány belügyminisztere. Itt egyik fő híve volt a szabadelvű egyházi politikának, azon belül is a polgári házasságnak. Ő öntötte formába a törvényeket, amik ezen intézmény életbe léptetéséhez szükségesek voltak, mint például a polgári anyakönyvvezetést. Minisztériumában készült el a törvényhatóságok közigazgatási reformjának javaslata is. Ő terjesztette be a közigazgatási bírósági törvényjavaslatot is. 1896-ban valódi belső titkos tanácsossá nevezték ki. Perczel képviselte a nyitrai zoborhegyi ezredévi emlékmű felállításának ünnepén a kormányt; a jegyzők kongresszusának ő volt a védnöke és megnyitója. Számos intézkedést hozott a munkásmozgalom és a nemzetiségi mozgalmak letörésére.
1899-től 1901-ig és 1903-tól 1905-ig a képviselőház elnöke volt. Az 1903–1904. évi parlamenti küzdelmekben segédkezett gróf Tisza István miniszterelnöknek az ellenzéki obstrukció letörésében; 1904 októberében, mint képviselőházi elnök az ún. zsebkendőszavazással a házszabályok ellenére elfogadtatta Tisza javaslatát a házszabályok revíziójára. Tisza bukásakor visszavonult a politikai élettől. Az egyik alapítója volt 1910-ben a Nemzeti Munkapártnak, amelynek elnökévé és ismételten országgyűlési képviselővé választották.

## Házassága és leszármazottjai
Perczel Dezső tolnai alispán 1878. október 23-án Bonyhádon, feleségül vette a rokonát bonyhádi Perczel Julianna (Norwood, London, Anglia, 1852. november 27.–Budapest, 1911. március 29.), kisasszonyt, akinek a szülei bonyhádi Perczel Mór (1811–1899) Tolna vármegyei földbirtokos, honvédtábornok, az 1848–49 évi szabadságharc egyik katonai vezetője, valamint nagybócsai Sárközy Júlianna (1828–1877 voltak. Dulánszky Nándor pécsi püspök esketi őket; a tanúk Perczel Miklós baranyai főispán és jóbaházi Dőry Frigyes királyi tanácsos voltak. Perczel Dezső és Perczel Júlia frigyéből született:
- Perczel Melinda Júlia Hermina Aurélia (Szekszárd, 1879. augusztus 2.–Bonyhád, 1900. október 1.). Hajadon.[7][8]
- dr. Perczel Aurél Béla Móric (Szekszárd, 1880. június 25.–Bonyhád, 1943. május 11.), jogász. Nőtlen.[9][10]
- Perczel Dezső Miklós Sándor (Bonyhád, 1881. július 10.)[11]
- dr. Perczel Béla  (Szekszárd, 1884. július 23. – Győr, 1945. április 7.), Tolna vármegye főispánja, bonyhádi kerület országgyűlési képviselője, jogász.[12] Neje: bonyhádi Perczel Etelka (Németpalánka, 1885. július 22. – Bonyhád, 1950. szeptember 18.), Perczel Dénes tábornok és Hipp Flóra lánya.
- Perczel Edith Emilia Gizella Ilona (Szekszárd, 1882. október 2.–Bonyhád, 1902. augusztus 3.). Hajadon.[13][14]
- Perczel Bertalan Dénes Ferenc (Szekszárd, 1887. február 14.–).[15]
- Perczel Mária Julianna Elza (Bonyhád, 1890. október 9.–).[16]